# Армянская секретная армия освобождения Армении
Армянская секретная армия освобождения Армении (англ. Armenian Secret Army for the Liberation of Armenia (ASALA), арм. Հայաստանի Ազատագրության Հայ Գաղտնի Բանակ, ՀԱՀԳԲ) — армянская военизированная организация, существовавшая с 1975 года до начала 1991
-х.
В одних источниках называется террористической, в других — партизанской или вооружённой организацией. АСАЛА была включена в список террористических организаций госдепартаментом США в 1980-х.
В результате нападений и убийств АСАЛА погибло 46 и было ранено 299 человек. Заявленные цели АСАЛА были «вынудить правительство Турции публично признать свою ответственность за гибель 1,5 миллиона армян, выплатить репарации и уступить территории исторической Армении». Основной целью было восстановление исторической Армении, которая включала бы в себя территории восточной Турции и Армянской ССР. Эти земли, Вильсоновскую Армению, обещал армянам в 1920 году президент США Вудро Вильсон по нератифицированному Севрскому мирному договору. Группа декларировала марксистско-ленинские взгляды, главой группы был Акоп Акопян (Арутюн Тагушян), который был убит на пороге собственного дома в Афинах в 1988 году.
Группа получила значительную тайную поддержку со стороны армянской диаспоры в Европе и США. Страдая от внутренних расколов, группировка в 1990-е годы была относительно неактивной, хотя в 1991 году заявляла о безуспешном нападении на посла Турции в Венгрии. 

## Цели
Вооружённые акции мотивировались необходимостью принудить Турцию признать геноцид армянского народа в период Первой мировой войны.
В числе целей организации были:
- использование революционного насилия для прекращения «эксплуатации, репрессий и террора турецкого колониализма», а также «империализма» НАТО и сионизма[2].
- атаки на турецкие представительства и институты по всему миру, а также те страны, которые её поддерживают.
- утверждение «научного социализма» как политической доктрины воссозданного армянского государства
- превращение Армении в базу для революционной борьбы против Турции[2].

Первоначально организация предпринимала нападения на турецких дипломатов, чтобы привлечь внимание к армянской проблеме. В последующем ASALA совершила ряд операций против представителей западных стран: нападения на офисы авиакомпаний, а также нападения на официальных представителей стран, удерживавших боевиков ASALA в заключении. Отчасти этой цели удалось достичь: число публикаций о Геноциде армян в СМИ многократно возросло.
Область операций: Европа, Ближний Восток, Ливан, Турция, США, Канада, Франция, Греция, Швейцария, Испания, Австрия, Великобритания, Италия, Иран, Венгрия и т. д..
Также использовались названия: «Группа Гургена Яникяна», «Организация 3 октября», «Организация 9 июня», «Септембер Франс», «Организации Орли» и др.

## История
Официально организация была сформирована в 1975 году в Бейруте ливанским армянином Акопом Акопяном, который принимал участие в деятельности палестинских вооружённых организаций в начале семидесятых. Однако до своего официального образования имели место отдельные теракты:
- в 1972 году был заминирован почтовый ящик посольства Турции;
- 27 января 1973 года в Санта-Барбаре (США) в отеле «Балтимор» 78-летний Гурген Яникян, 13 выстрелами убил турецкого консула и вице-консула. Его арестовали, но потом, по причине возраста, отпустили.
- в 1974 году в Бейруте произошёл взрыв турецкого посольства.

По некоторым данным, Акопян был членом Народного фронта освобождения Палестины (НФОП), и НФОП помогала финансировать армянскую группу. Также предполагается, что АСАЛА спонсировалась Советским Союзом, как средство давления на Турцию, в целях уменьшения её значимости в Североатлантическом Альянсе.
Первой атакой АСАЛА был взрыв в офисе Всемирного совета церквей 20 января 1975 года в Бейруте, под названием «Группа заключённого Гургена Яникяна», которая через несколько месяцев сменила название на Армянскую секретную армию освобождения Армении. Пострадавших не было.
К 1980 году создание тренировочных лагерей в Ливане позволило построить более постоянную организационную структуру АСАЛА.
3 октября 1980 года, после преждевременного взрыва бомбы в женевской гостинице, впервые были арестованы члены АСАЛА — Алек Енигомшян и Сюзи Махсереджян. Через год от рака умер Акоп Тарагчян, в 1975-80 гг. выполнивший десятки взрывов в Турции. Среди наиболее известных нападений АСАЛА — 15-часовой захват турецкого консульства в Париже (24.09.1981), захват аэропорта «Эсенбога» в Анкаре (7.08.1982), взрыв на крытом рынке Стамбула (16.06.1983), взрыв турецкого отделения аэропорта «Орли» в Париже (1983), серия из 4 взрывов в Тегеране (март, 1984) и другие. Журнал «Таймс» в 1983 г. писал: «В последнее десятилетие, 36 турецких дипломатов было убито в разных странах, из них четверо — в США. Боевые группировки кажутся высокопрофессиональными: начиная с создания в 1975 году, самая известная из них — марксистская армянская АСАЛА, тренировалась на базах Организации освобождения Палестины в Бейруте».
К 1981 году организация участвует по крайней мере в 40 нападениях в 11 странах мира.
За всё время деятельности погибли более 30 членов АСАЛА, несколько десятков были арестованы. Первым был выпущен Алек Енигомшян, последним — Варужан Карапетян (в 2001 г.).
С 1980 по 1997 гг. издавался официальный орган АСАЛА — многоязычный иллюстрированный журнал «Айастан» («Армения»). Различными филиалами Армянского народного движения (АНД), поддерживающего деятельность АСАЛА, выпускались периодические издания «Кайдзер», «Ай Пайкар», «Азат Ай», «Нор Серунд» и др.
Герб АСАЛА — карта Армении по Севрскому договору с рукой, держащей автомат Калашникова. Девизы организации — «Вооружённая борьба и правильная политическая линия — путь к Армении» и «Да здравствует революционная солидарность угнетённых народов».
Вторжение Израиля в Ливан в 1982 г. положило конец успешной деятельности ASALA. Организация была вынуждена частично перебраться в Сирию, значительно утратив свой боевой потенциал.
В 1983 году организация раскололась по вопросу допустимости проведения диверсий, ведущих к массовым жертвам. Непосредственным поводом к дискуссии стала операция в парижском аэропорту «Орли», в результате которой погибло семь человек. В апреле 1983 года Армянское Национальное Движение (Франция) и армянские организации Великобритании и США предприняли план сформировать в противовес ASALA Демократический Фронт. Вновь возникшая ASALA-Mouvement Révolutionnaire, ASALA-RM (руководитель Монте Мелконян, погибший во время армяно-азербайджанского конфликта в Нагорном Карабахе в июне 1993 г.) рассматривала «слепой» террор как вредный для дела армянского освобождения. ASALA после раскола и в дальнейшем была подвержена внутренним конфликтам, что привело к сокращению деятельности.
Последней атакой, в совершении которой подозревается АСАЛА, является взрыв бомбы в турецком посольстве в Брюсселе в 1997 году.
Ночью 3 октября 2023 года единственная действующая синагога в Ереване «Мордехай ха-Нави» подверглась нападению: неизвестные бросили в здание бутылку с зажигательной смесью, выбили окна и облили краской стены здания. Ответственность за нападение взяли на себя АСАЛА и «Молодые борцы за свободу Армении», обвинив Израиль в поддержке Азербайджана.

## Группа Орли
Группа Орли, или Организация Орли, была создана в 1981 году армянской молодёжью, живущей во Франции, с целью освобождения арестованных членов армянской боевой организации ASALA. С 1981 по 1982 год провела несколько взрывов, в результате которых добилась выполнения конкретных требований. До 1987 группой было осуществлено более 10 терактов в аэропортах разных стран, привёдших к тяжёлым последствиям. В рядах самого АСАЛА отношение к деятельности организации было крайне противоположным, что привело к расколу в 1983 г.

## Возможность возобновления боевых действий
3 апреля 2015 года АСАЛА (Армянская секретная армия освобождения Армении) распространила заявление, в котором предупреждает:
Организация турецкой стороной и, в частности, президентом Турции Эрдоганом праздничных мероприятий 24 апреля воспринимается и как вызов для всего цивилизованного общества, и как оскорбление памяти 1.5 млн погибших армян. Представители тех государств, которые в день 100-летней годовщины Геноцида армян — 24 апреля 2015 года — будут присутствовать на запланированном Эрдоганом праздновании, фактически, поощрят организатора Геноцида и политику осуществления геноцидов против народов. Мы призываем всё свободомыслящее общество Турции и всех народов воспротивиться этой провокации Эрдогана. В случае, если праздник Эрдогана состоится, Армянская секретная армия освобождения Армении немедленно обсудит программу возобновления военных действий против Турции. Военный совет Армянской секретной армии освобождения Армении

## Основные операции
Ниже представлен список наиболее крупномасштабных операций ASALA периода с 1970 по 1990-е года (полный список см. здесь):
| Дата             | Регион            | Операция | Другие группировки причастные к убийству |
| ---------------- | ----------------- | --- | ---------------------------------------- |
| 20 января 1975   | Ливан, Бейрут     | Взрыв штаб-квартиры Всемирного совета церквей. Мотив: помощь, оказываемая ливанским армянам в эмиграции в третьи страны. |                                          |
| 14 октября 1975  | Франция, Париж    | Посол Турции во Франции Измаил Эрэз был убит в собственном автомобиле недалеко от посольства. При нападении был также убит шофёр посла Талин Енер. Сначала ответственность на себя взяла ДжСАГ. Впоследствии некто, позвонивший в агентство Франс Пресс, заявил, что убийство — дело рук АСАЛА. |                                          |
| 22 октября 1975  | Австрия, Вена     | Трое боевиков, ворвавшись в Турецкое посольство в Вене, убили посла Турции Туналиджила и его водителя. Боевики, которым удалось скрыться, были вооружены автоматическим оружием, выпущенным в Израиле, Великобритании и Венгрии. Ответственность за содеянное взяли на себя АСАЛА и Бойцы за справедливость в отношении к Армянскому геноциду (ДжСАГ). | ДжСАГ                                    |
| 28 октября 1975  | Ливан, Бейрут     | Ракетная бомбардировка Турецкого посольства в Бейруте повлекла за собой значительные разрушения. |                                          |
| 1976—1979        | Турция            | Многочисленные диверсионные нападения на объекты военного и экономического характера. |                                          |
| 16 февраля 1976  | Ливан, Бейрут     | Боевиком АСАЛА был убит первый секретарь Турецкого посольства в Бейруте Октар Сирит, в то время, когда он сидел в приёмной на Хамра Стрит. Боевик скрылся. |                                          |
| 2 июня 1978      | Испания, Мадрид   | Трое армянских боевиков, вооружённые автоматическим оружием, напали на автомобиль турецкого посла (Зеки Кюнеральп), как только он покинул территорию посольства. При этом также погибли жена посла Некла Кюнеральп и посол в отставке Бешир Балс-оглу. Шофёр Антонио Торрес, испанец по национальности, получил ранения и скончался во время операций в больнице. 3 июня, анонимное лицо сообщило по телефону, что ответственность за нападение берёт на себя АСАЛА. Позднее то же самое признала ДжСАГ. | ДжСАГ                                    |
| 22 августа 1979  | Швейцария, Женева | Бомба была подложена в автомобиль турецкого консула в Женеве Ниази Адали. И хотя сам он не пострадал, были повреждены две другие машины и легко ранено два прохожих швейцарца. Ответственность за взрыв взяла на себя АСАЛА. |                                          |
| 4 марта 1981     | Франция, Париж    | Двое армянских боевиков открыли огонь по Рошату Морали (атташе по вопросам труда в Турецком посольстве в Париже), Теселли Ари (ответственное лицо по делам религии в посольстве) и Илькаю Каракошу (представителю «Анадолу Банк» в Париже) в то время, когда они выходили от Морали и садились в свои машины. Первым пуля настигла Теселли Ари. Морали и Каракош попытались спастись бегством. Морали, который хотел было спрятаться в кафе, был вытолкнут на улицу хозяином и застрелен боевиками, в то время как Каракошу удалось спастись. Боевики, которых видели многие проходящие мимо люди, скрылись. Теселли Ари, которого серьёзно ранили в самом начале нападения, скончался на следующий день в парижской больнице. Группа АСАЛА «Шаан Натали» взяла на себя ответственность за убийство. |                                          |
| 12 марта 1981    | Иран, Тегеран     | Группа боевиков напала на турецкое посольство в Тегеране; были убиты два конвоира. Двое из боевиков были пойманы местными властями и позже казнены. |                                          |
| 24 сентября 1981 | Франция, Париж    | Операция ВАН |                                          |
| 3 октября 1981   | Швейцария, Женева | В результате взрыва были разрушены здания Главпочты и Городского суда Женевы. Оказалось, что в этом суде должен был состояться судебный процесс по делу об убийстве, совершённом одним из членов АСАЛА. Ответственность за взрыв, при котором один человек получил лёгкие ранения, взяла на себя группа из АСАЛА «Организация 9-го июня». |                                          |
| 25 октября 1981  | Италия, Рим       | Армянским боевиком было совершено покушение на второго секретаря Турецкого посольства в Риме Гёкберка Эргенекона. Раненый в руку Эргенекон вышел из машины и открыл ответный огонь по боевику. Боевик, будучи раненым, сумел скрыться с места происшествия. АСАЛА взяла на себя ответственность за покушение, совершённое в честь «Отряда смертников 24-го сентября», то есть в честь армянских боевиков из АСАЛА , занявших Турецкое консульство в Париже. |                                          |
| 5 ноября 1981    | Франция, Париж    | На парижском вокзале «Гар де Лион» произошёл взрыв, в результате которого один человек получил ранения; были значительно повреждены камеры хранения багажа. Впоследствии ответственность за взрыв взяла армянская организация, именующая себя «Организация Орли». |                                          |
| 12 ноября 1981   | Ливан, Бейрут     | Одновременно взорвались бомбы перед тремя французскими учреждениями в Бейруте: - Французский культурный центр; - Здание компании «Эйр Франс»; - Дом французского консула. При этом никто не пострадал, был только нанесён значительный материальный ущерб. Ответственность на себя взяла «Организация Орли» (названная так в честь армянина, арестованного во французском аэропорту Орли по обвинению в использовании фальшивых документов) и потребовали немедленного освобождения из-под стражи обвинённого в диверсиях Монте Мелконяна, армянина американского происхождения, задержанного во Франции. |                                          |
| 7 августа 1982   | Турция, Анкара    | Подвергся нападению аэропорт Эсенбога в Анкаре, в котором двое армянских боевиков, вооружённые пистолетом и гранатами, открыли огонь в зале ожидания, где находился отряд турецких военнослужащих. В ресторане аэропорта один из боевиков захватил более 20 заложников, а другой тем временем был схвачен полицией. В ходе перестрелки с боевиком, захватившим заложников, были убиты 9 человек (среди их один американец и гражданин ФРГ). 82 человека получили ранения. Ответственность за нападение взяла на себя АСАЛА. Боевик Зохраб Саркисян погиб. Задержанный боевик Левон Экмекджян впоследствии был привлечён к судебной ответственности, признан виновным и повешен турецкими властями. Ему посвящено стихотворение Сильвы Капутикян «Дождь идёт, сынок!». |                                          |
| 8 августа 1982   | Франция, Париж    | Французским специальным отрядом была обезврежена бомба, найденная около телефонного центра в Парижском «семнадцатом районе». Ответственность взяла на себя «Организация Орли». |                                          |
| 24 мая 1983      | Бельгия, Брюссель | Были осуществлены взрывы перед культурно-информационными центрами Турецкого посольства, а также турецкого бюро путешествий («Мармара») в Брюсселе. Директор агентств путешествий, итальянец по национальности, был ранен в результате взрыва. |                                          |
| 16 июня 1983     | Турция, Стамбул   | Операция «Акоп Акопян»: Армянский боевик Мкртич Мадарян предпринял акцию на всемирно известном «крытом стамбульском рынке». Он был вооружён ручными гранатами и автоматическим оружием. В результате этой акции погибли: несколько турок и сам Мадарян, 21 человек был ранен. |                                          |
| 14 июля 1983     | Бельгия, Брюссель | Атташе при посольстве Турции в Брюсселе Дурсун Аксой был застрелен в своей машине. Три группы — АСАЛА, ДжСАГ и доселе неизвестная организация «Армянская Революционная Армия», взяли на себя ответственность за это убийство. | ДжСАГ, АРА                               |
| 15 июля 1983     | Франция, Париж    | У кассы турецких авиалиний в Париже в аэропорту Орли в результате взрыва погибло 8 человек. Среди них четыре француза, два турка, один американец, один швед. Кроме того, 60 человек получили ранения. Двадцатидевятилетний сирийский армянин по имени Варужан Карапетян, который является главой французского отделения АСАЛА, под давлением признал своё участие в организации взрыва, а также то, что бомба должна была быть взорвана на борту самолёта. |                                          |
| 28 марта 1984    | Иран, Тегеран     | Была предпринята серия запланированных покушений на дипломатов Турции в иранской столице Тегеране. Имели место следующие инциденты: - Двое армянских боевиков обстреляли и тяжело ранили Исмаили Памукчу. Старший сержант был доставлен в отделение турецкого военного атташе в Тегеране. - Хасан Сервет Октем, первый секретарь посла Турции, был легко ранен в результате предпринятой боевиками попытки покушения, когда он выходил из своего дома; - Ибрагим Оздемир — административный атташе посольства Турции сообщил иранскому полицейскому о двух лицах подозрительной наружности, стоящих напротив его дома. Они были задержаны иранскими властями; - В два часа дня иранской полицией были задержаны трое армянских боевиков, находившихся перед представительством Турецкого посольства; - Армянский боевик погиб в результате преждевременного взрыва бомбы, которую он пытался вмонтировать в автомобиль помощника советника по финансовым вопросам при Турецком посольстве. Советник Ишил Унель не пострадал. Погибший боевиком был опознан, как армянин по имени Сурен Грегорян. |                                          |
| декабрь 1991     | Венгрия           | Нападение на посла Турции в Венгрии. |                                          |
| 20 июня 1997     | Бельгия           | Взрыв в турецком посольстве в Брюсселе. Неизвестный человек сообщил по телефону, что атака была осуществлена «военной группой Гургена Яникяна», название, использовавшееся АСАЛА. Остаётся неизвестным, была ли осуществлена атака самой АСАЛА, армянами, не входящими в террористические организации, или другой террористической группой, например Курдской рабочей партией, которая могла использовать имя Яникяна для прикрытия |                                          |